# Bibliothèque Paul-Aimé-Paiement
La bibliothèque Paul-Aimé-Paiement est l'une des 26 bibliothèques publiques du réseau de la Bibliothèque de Québec. Elle est située dans l'arrondissement de Charlesbourg, dans la ville de Québec. 

## Histoire
La bibliothèque Paul-Aimé-Paiement a été inaugurée le 10 juin 1986 dans l'ancien collège des Frères Maristes, construit en 1904. Elle est située dans le quartier historique du Trait-Carré, un site patrimonial de l'arrondissement de Charlesbourg. Le lieu est aussi connu sous le nom de la Bibliothèque de Charlesbourg.
Le 7 juin 2012, la bibliothèque est nommée en l'honneur de Paul-Aimé-Paiement,, qui a participé à l'implantation de la première bibliothèque publique de Charlesbourg, en plus d'être impliqué dans le projet d'agrandissement de l'actuelle bibliothèque en 2006. 
En 2019, un réaménagement des lieux a été effectué afin de mieux desservir la clientèle, entre autres en ajoutant davantage de places assises et en créant des espaces de travail collaboratif.

## Services
La bibliothèque Paul-Aimé-Paiement offre un vaste éventail de services aux usagers outre le prêt et la consultation de documents et l'accès au réseau Internet sans fil.

### Prêt de documents et d'objets
La bibliothèque prête aux usagers ou leur rend accessible, parfois sur place seulement, divers documents et objets, dont : 
- Baladeurs pour écoute de musique
- Jeux de société et casse-têtes
- Lampes de luminothérapie
- Lecteurs DVD portatifs pour visionnement individuel de films
- Piano électronique
- Podomètres

### Locaux
Plusieurs locaux sont disponibles pour les usagers :
- Auditorium multifonctionnel de 130 places
- Coin café
- Espaces de travail collaboratif
- Galerie d'art
- MédiaLab
- Espace pour la jeunesse

### MédiaLab
Un des deux MédiaLab du réseau de la Bibliothèque de Québec se trouve à la bibliothèque Paul-Aimé-Paiement. Il s'agit d'un local technologique de type laboratoire de création et de fabrication numériques, dans le courant du fab lab, de type markerspace. Le MédiaLab, inauguré en 2017, vise une clientèle adolescente. 
Plusieurs outils sont disponibles sur place pour les usagers, dont :
- Logiciels et applications
- Matériel Apple
- Matériel audio
- Matériel pour la photographie
- Matériel pour le graphisme
- Matériel d'invention électronique

Un employé est présent au MédiaLab afin d'aider les usagers dans leurs projets.

## Conception et architecture

### Agrandissement
L'agrandissement de la bibliothèque a été conçu par les architectes Éric Pelletier et Marie-Chantal Croft de Croft Pelletier Architectes, à la suite d'un concours d'architecture ayant débuté en 2003. Situé dans un quartier historique, le projet d'agrandissement de la bibliothèque devait s'intégrer harmonieusement au lieu. 
Complétés en 2006, les travaux d'agrandissement ont été réalisés au coût de 11,5 M$. La superficie de la bibliothèque est alors passée de 1 100 m2 à 4 350 m2. Composée de deux étages, la nouvelle section de la bibliothèque Paul-Aimé Paiement accueille entre autres une section jeunesse, un amphithéâtre et une salle d'exposition.

### Caractéristiques écologiques
La bibliothèque possède un toit vert accessible d'une superficie de 1 830 m2, le plus grand au Québec et l'un des plus grands en Amérique du Nord. Ce dernier permet la rétention des eaux de pluie, dont l'excédant est recueilli dans un bassin de rétention partagé avec l'église Saint-Charles-Borromée, voisine de la bibliothèque.
Diverses initiatives ont été retenues dans une vision de développement durable, dont la géothermie, utilisée pour le chauffage et la climatisation des locaux, et une orientation favorisant la lumière naturelle plutôt qu'artificielle. L'utilisation de matériaux locaux et naturels (pierre et bois) et de tapis recyclés et recyclables est un autre exemple.

### Prix et distinctions
Ce projet a été finaliste ou lauréat pour de nombreux prix et concours :
- Lauréat d'un concours ouvert 2003
- Prix d'excellence du magazine Canadian Architect 2004
- Prix des collectivités viables, FCM 2007
- Mérite Ovation municipale, Union des municipalités du Québec 2007
- Prix d'excellence, Best of Canada Design Competition du magazine Canadian Interior 2007
- Programme d'encouragement pour les bâtiments commerciaux, Ressources naturelles Canada 2007
- Mérites d'architecture de la Ville de Québec 2008
- Prix d'excellence de l'OAQ 2009